# Валі-хан
Валі-хан (д/н—1699) — хівинський хан у 1697—1698 роках.

## Життєпис
Походив з династії Арабшахів, гілки Шибанідів. Про батьків обмаль відомостей, можливо син або онук Хаджи Мухаммад-хана. 1697 року після смерті свого родича (можливо зведеного брата) — хана Джучі — прийшов до влади. Намагався продовжити військові кампанії проти Бухарського ханства, втім невдало. Водночас наразився на загальне невдоволення знатті.
1698 року ймовірно за підтримки бухарського хана Субханкулі був повалений, а 1699 року — отруєний. Новим хівинським ханом став Шах Ніяз, родич по материнській лінії Субханкулі-хана.